# Kulaal
Le kulaal, aussi appelé goula d’iro ou goula iro est une langue boua parlée au Tchad.